# إيفلين أشفورد
إيفلين أشفورد (Evelyn Ashford) هي لاعبة أولمبية لرياضة ألعاب القوى من الولايات المتحدة. شاركت في الأولمبياد الصيفي في 1984–1992، وفازت بما مجموعه 5 ميداليات.

## الميداليات
| ذهب | فضة | برونز | المجموع |
| 4   | 1   | 0     | 5       |

## روابط خارجية
- إيفلين أشفورد على موقع الاتحاد الدولي لألعاب القوى (الإنجليزية)
- إيفلين أشفورد على موقع الاتحاد الأمريكي لسباقات المضمار والميدان، قاعة المشاهير (الإنجليزية)
- إيفلين أشفورد على موقع اللجنة الأولمبية الدولية (الإنجليزية)
- إيفلين أشفورد على موقع أوليمبيديا (الإنجليزية)